# Ichneumon confundor
Ichneumon confundor là một loài tò vò trong họ Ichneumonidae.